# Chaenorhinum serpyllifolium
Chaenorhinum serpyllifolium là một loài thực vật có hoa trong họ Mã đề. Loài này được Johan Martin Christian Lange mô tả khoa học đầu tiên năm 1863 dưới danh pháp Linaria serpyllifolia. Năm 1870 tác giả này chuyển nó sang chi Chaenorhinum.

## Phân bố
Loài này là bản địa Tây Ban Nha.